# Meng Tian
Meng Tian (gestorben 210 v. Chr.) war ein chinesischer General während der Herrschaft der Qin-Dynastie. Er war maßgeblich am Bau der Großen Mauer beteiligt.

## Leben
Meng Tian entstammte einer Familie von Militärs. Bereits sein Großvater Meng Ao hatte dem König Zhuangxiang von Qin als Feldherr gedient.
Um 222 v. Chr. wurde auch Meng Tian zum General ernannt. Er unterstand Qin Shihuangdi, dem Sohn des Zhuangxiang und ersten Kaiser Chinas, und führte in seinem Namen einen erfolgreichen Angriff auf den Staat Qi durch.
Wenig später schickte ihn der Kaiser mit einer Streitmacht von 300.000 Mann nach Norden, um das Gebiet südlich des Gelben Flusses zu erobern.
In Lintao begann er mit dem Bau der Befestigungsanlage, die später als Chinesische Mauer bekannt wurde. Schon damals reichte sie bis Liaodong und hatte eine Länge von rund 10.000 li.
Meng Tian und seine Familie genossen hohes Ansehen beim Kaiser Qin Shihuangdi und bekleideten während seiner Regentschaft wichtige Ämter und erhielten verantwortungsvolle Aufträge.
Da er jedoch als Anhänger und Unterstützer des Kronprinzen Fusu bekannt war, wurde er nach dem Tod des alten Herrschers 210 v. Chr. in die Thronstreitigkeiten im Reich hineingezogen. Er wurde Opfer einer Intrige vom Kanzler Li Si und dem Obereunuchen Zhao Gao, die einen anderen Prinzen in der Nachfolge favorisierten, und zum Selbstmord gezwungen. Laut den Überlieferungen tötete er sich durch Gift.
Der Minister Meng Yi war sein jüngerer Bruder.